# Murrieta
Murrieta é uma cidade localizada no estado americano da Califórnia, no Condado de Riverside. Foi incorporada em 1 de julho de 1991.

## Geografia
De acordo com o United States Census Bureau, a cidade tem uma área de 87,05 km², onde 86,97 km² estão cobertos por terra e 0,1 km² por água.

### Localidades na vizinhança
O diagrama seguinte representa as localidades num raio de 16 km ao redor de Murrieta.

## Demografia
Segundo o censo nacional de 2010, a sua população é de 103 466 habitantes e sua densidade populacional é de 1 189,65 hab/km². Possui 35 294 residências, que resulta em uma densidade de 405,81 residências/km².